# József Navarrete
József Navarrete, född den 16 december 1965 i Santa Clara, Kuba, är en ungersk fäktare som tog OS-silver i herrarnas lagtävling i sabel i samband med de olympiska fäktningstävlingarna 1996 i Atlanta.